# Nhân trường hợp chị Thỏ Bông
Nhân trường hợp chị Thỏ Bông là một tập tản văn của Thảo Hảo (bút hiệu của nhà văn Phan Thị Vàng Anh, con gái nhà thơ Chế Lan Viên). Tác phẩm gồm 34 tản văn đã từng được viết và đăng trường kỳ từ tháng 3 năm 2002 đến tháng 1 năm 2004 trên báo Thể thao & Văn hóa và được nhà xuất bản Hội nhà văn tập hợp và xuất bản thành sách vào tháng 9 năm 2004. Đây là một tập truyện viết về những nghịch lý xã hội với nhiều chiêm nghiệm và được phân tích theo lối văn hơi châm biếm.

## Nội dung
Sách là 1 tập hợp 34 tản văn, gồm: 
1. Tôi cũng muốn ăn cắp
2. Tôi có đủ thuốc ngủ rồi
3. Học cách chết
4. Có đức mà không có tài
5. Cái bệnh hòn non bộ
6. Ai cho mày chê con tao xấu?
7. Ra về lúc giải lao
8. Biết tin ai bây giờ?
9. Để bóp (gần) chết lòng yêu nghề
10. May mà không biết vẽ
11. Ai sẽ làm việc này đây?
12. Ai khiến mày lạ?
13. Ở đâu có bán kính viễn vọng?
14. Sự nan giải của Tí
15. Giao trứng cho ác
16. Món nợ của ngành giáo dục
17. Cuối cùng là lè lưỡi

1. Nhân trường hợp chị Thỏ Bông.
2. Không có chồng thì đừng có làm giàu
3. À ở Việt Nam mình cái đó rất khó nói!
4. Tư cách con cá
5. "Nếu tao là nhà nước"
6. Cụ Rùa thuộc biên chế bộ nào?
7. 150 diễn viên = 75 cân thịt
8. Hàng không có biết thương dân?
9. Cái không thuộc về y đức
10. Nhật ký (gã) đào đường
11. Học phí trả bằng máu
12. Không bao giờ hoàn hảo
13. Đánh kẻ ngã ngựa
14. Mì gói, bạn hay thù?
15. Gửi Đoàn của tôi
16. Lên đường đi các bác!
17. Tôi muốn đời tôi màu gì?

## Nhận xét
Thu Hà, trên VnExpress nhận xét rằng "Trong nhịp sống gấp gáp đang trôi qua hờ hững, khi đọc những dòng suy nghĩ của Thảo Hảo, người ta bỗng giật mình vì dường như mình đã làm vuột qua nhiều điều thú vị trong cuộc sống [...] Trong Nhân trường hợp chị thỏ bông, người viết hay đi lang thang, theo sự triền miên của cảm xúc nhưng nếu để ý kỹ sẽ thấy sự "thơ thẩn" ấy không đơn giản. Nó có sự logic sắc sảo của lý trí, phân tích nhìn nhận vấn đề theo nhiều chiều [...] Tác giả không ngại nói thẳng, thậm chí ngoa ngoắt khi bàn đến những mặt trái trong cuộc sống. Sự trớ trêu được chị tìm kiếm đến tận cùng trong bản thân các hiện tượng[...] Ẩn sau mỗi sự kiện là tâm trạng nôn nóng, tấm lòng trách nhiệm của người cầm bút." 